# John Kørner
John Kørner Petersen (født 9. februar 1967 i Aarhus) er en dansk billedkunstner.
Kørner voksede op på Lolland og har tilbragt sit voksne liv i København. I 1998 blev han færdiguddannet fra Det Kongelige Danske Kunstakademi.
Kørners udtryk, det være sig i form af maleri, grafik, keramik eller installationer, er farvestrålende og fri for skjulte dagsordener. Værkerne er beskrevet som en blanding af det figurative og det abstrakte. Motiverne er eksempelvis mennesker, både, dyr og træer. Udover sine malerier, der oftest er akryl på kanvas, maler Kørner også på keramik.
Hans værker er repræsenteret i forskellige offentligt tilgængelige samlinger, deriblandt Tate Gallery, Statens Museum for Kunst, Arken og AROS. 
I 2012 blev han tildelt Eckersberg Medaillen, ligesom han også to gange har modtaget Carnegie Art Award. I 2015 blev han ridder af Dannebrog.
Fra 2020-2022 var han formand for Charlottenborg Fonden. 

## Værker i udvalg
- 2018: Vægmaleri, Det Gamle Rådhus, Aabenraa
- 2011: Altertavle, Østerhåb Kirke, Horsens
- 2010: Udsmykning, Frederik VIII's Palæ, Amalienborg
- 2009-10: Dekorationer i Frederik VIII's Palæ
- 2006: Kvinde med 24 problemer, vægmaleri, Amagerbro Metrostation
- 2006: Vægmaleri, Tjørringhus, Herning